# Jean Rey (rugby à XV)
 (avril 2025).
Motif : Aucune source secondaire ne permet de vérifier la notoriété de cette personne
- Archive Wikiwix
- Bing
- Cairn
- DuckDuckGo
- E. Universalis
- Gallica
- Google
- G. Books
- G. News
- G. Scholar
- Persée
- Qwant
- (zh) Baidu
- (ru) Yandex
- (wd) trouver des œuvres sur Wikidata

| 1. | Préciser le motif de la pose du bandeau. | Précisez le motif de la pose du bandeau en utilisant la syntaxe suivante : {{admissibilité à vérifier\|date=juillet 2025\|motif=remplacez ce texte par le motif}}                          |
| 2. | Informer les utilisateurs concernés.     | Pensez à avertir le créateur de l'article, par exemple, en insérant le code ci-dessous sur sa page de discussion : {{subst:avertissement admissibilité à vérifier\|Jean Rey (rugby à XV)}} |

Pour les articles homonymes, voir Jean Rey et Rey.
Pas d'image ? Cliquez ici

a Compétitions nationales et continentales officielles uniquement.

Jean "André" Rey, né le 21 mars 1898 à Ginestet et mort en 1967 à Bergerac, est un joueur français de rugby à XV.

## Biographie
Jean "André" Rey joue en club  au CASG Paris avant de devenir le premier sélectionneur de l'équipe nationale belge en 1932. Il est le créateur (avec trois autres joueurs du Brussels British Sport Club) du Rugby club français en 1930 et devient, en 1949, président de la section rugby à XV du Royal Sporting Club anderlechtois.